# Liotryphon crassicephalus
Liotryphon crassicephalus là một loài tò vò trong họ Ichneumonidae.